# Yohan Cabaye
Yohan Cabaye (pronunciación en francés: jɔ.an ka.baj, Tourcoing, Francia, 14 de enero de 1986) es un exfutbolista francés que jugaba de centrocampista.

## Biografía

### Primeros años
Cabaye nació en la comuna francesa de Tourcoing. Con 16 años, Cabaye comenzó a jugar en las categorías inferiores del RC Lens, pero una doble lesión en las piernas rompieron su trayectoria en dicho club. Regresó jugando en el Tourcoing FC, ganándose pronto la atención del Lille OSC, integrándose en la plantilla de reserva del club en la temporada 2003-04. Para la siguiente temporada comenzó a alternar su presencia en el primer con el segundo equipo.

### Lille OSC
Para la temporada 2004-05, Cabaye firmó un contrato de 3 años de duración. Debutaría en la Copa Intertoto. Su debut en liga se produciría en noviembre de 2004, contra el FC Istres. Jugaría de manera intermitente el resto de la temporada, recibiendo además su primera tarjeta roja en febrero de 2005 contra el FC Metz. A la siguiente temporada, la presencia de Cabaye en el equipo iría a más, convirtiendo su primer gol en la derrota ante el AJ Auxerre en noviembre de 2005. Su equipo logró terminar en lo alto de la competición, clasificándose para la UEFA Champions League.
La 2006-07 estaría marcada por las lesiones para Cabaye, que solo pudo jugar 5 partidos en los primeros tres meses de competición. En noviembre de 2006 marcaría su segundo gol ante el Valenciennes FC. Pudo jugar de manera regular hasta marzo de 2007, cuando sufrió una lesión de tobillo. No volvió a jugar el resto de temporada, y el equipo fracasó en alcanzar posiciones europeas por primera vez en 3 años.
Para la 2007-08, Cabaye pudo jugar de manera regular, apareciendo en 39 partidos, e incluso marcando dos goles en un partido contra el SM Caen. Al final de temporada, firmó la extensión de su contrato hasta 2013 con una cláusula de rescisión de 75 millones de euros. En la temporada 2008-09, el entrenador Claude Puel fue reemplazado por Rudi García, el cual comenzó a usarlo como mediocampista defensivo escoltando a Florent Balmont junto a Rio Antonio Mavuba.
La 2009-10 fue la mejor de Cabaye en su etapa en el Lille, jugando 45 partidos y marcando 15 goles, además de 10 asistencias. Tuvo una temporada excepcional, aunque la 2010-11 sería incluso mejor. Jugando en una posición más retrasada dejando el puesto de mediapunta a Eden Hazard y junto a jugadores como Gervinho, Adil Rami, Mathieu Debuchy o Moussa Sow, llevaron al Lille a ganar la Ligue 1 por primera vez desde la temporada 1953-54.

### Newcastle United
Tras el final de la exitosa temporada 2010-11, el mánager del Lille confirmó que Cabaye iba a fichar por el Newcastle United inglés. En junio de 2011, se confirmó su traspaso por 5 años al Newcastle. Cabaye afirmó: "He pasado grandes momentos en el Lille, pero ahora deseo probarme contra los mejores y jugar para el Newcastle de la Premier League me permite justo eso". Debutó con las Urracas en un partido contra el Darlington FC. Marcaría su primer gol contra el Wigan Athletic en octubre de 2011.

### París Saint-Germain
El 29 de enero de 2014, el París Saint-Germain anunció que Cabaye se había unido al club de la Ligue 1, procedente del Newcastle United. El pase costó 17 millones de libras. Firmó un contrato de tres años y medio de duración con el club para vestir la camiseta con el dorsal número 4. El 18 de febrero de 2014, anota su primer gol en la Liga de Campeones de la UEFA con el que el París Saint-Germain derrotó 0-4 al Bayer 04 Leverkusen.

### Crystal Palace

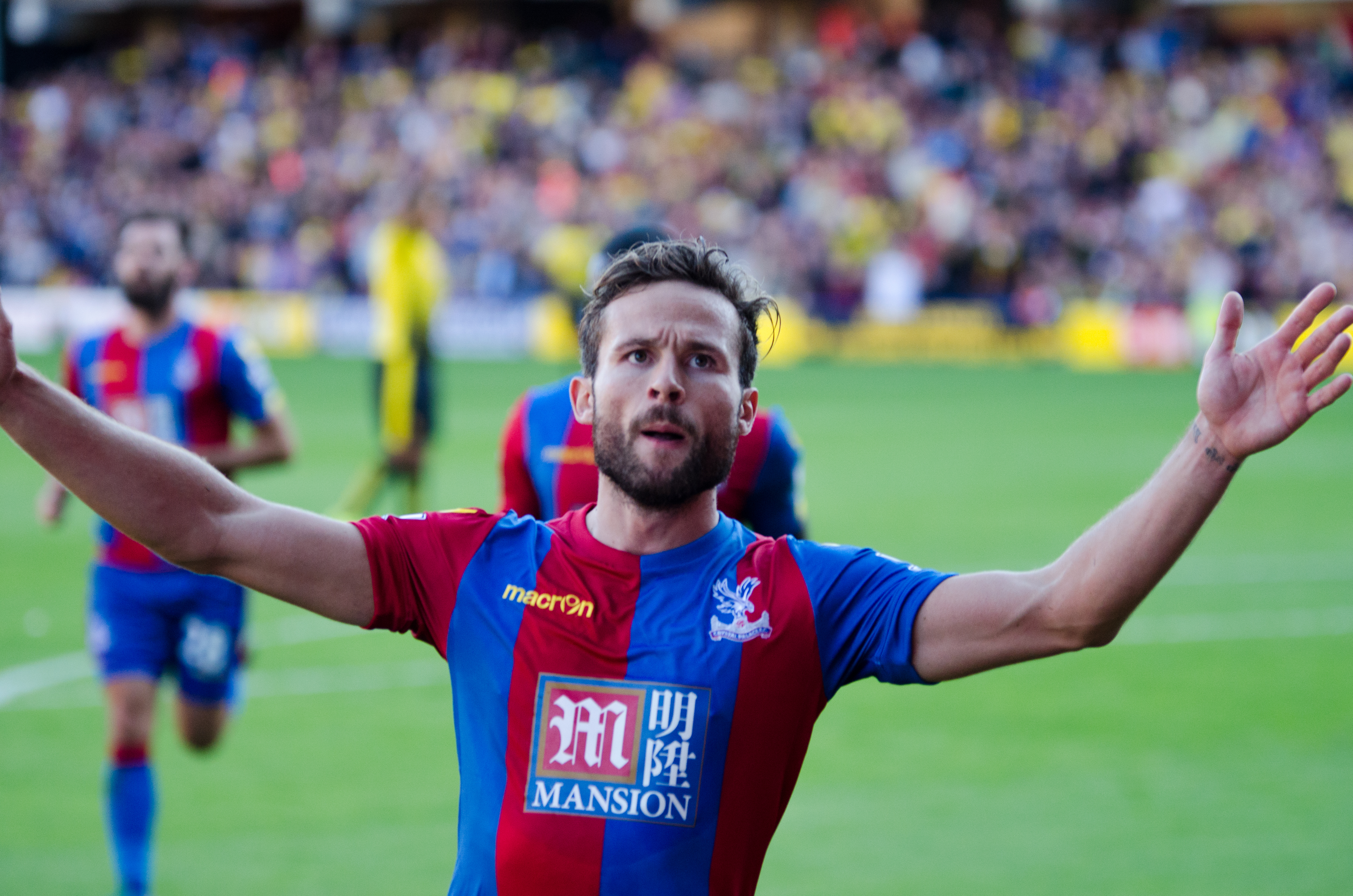
Cabaye celebrando un gol contra Watford, 2015

El 10 de julio de 2015, Cabaye se unió al equipo de la Premier League Crystal Palace, con un contrato de tres años por un monto récord para el club, aunque no revelado. Hizo su debut fuera de casa contra Norwich City el 8 de agosto, marcando el gol final de una victoria 3–1.
Cabaye rápidamente se convirtió en el primer cobrador de penaltis del club, y anotó tres penaltis en tres partidos consecutivos contra Watford, West Bromwich Albion y West Ham United. El 12 de diciembre, marcó su segundo gol de jugada abierta y el quinto de la temporada, contra Southampton. El 11 de marzo de 2016, abrió el marcador con un penalti contra Reading, durante la participación del Palace en la FA Cup de esa temporada, donde terminarían como subcampeones. El 30 de abril, en su regreso a St James' Park, su penalti fue atajado por Karl Darlow, en una eventual derrota 1–0.
El 27 de agosto de 2016, Cabaye falló un penalti que fue atajado por Artur Boruc, en un empate final de 1–1 con AFC Bournemouth. Anotó su primer gol de la temporada contra Leicester City; el gol de consuelo en una derrota por 3–1. El 26 de diciembre, Cabaye abrió el marcador en un empate 1–1 con Watford, el primer partido bajo la dirección del nuevo entrenador del Palace, Sam Allardyce. Después de proporcionar asistencias consecutivas contra Middlesbrough y West Bromwich Albion por primera vez desde abril de 2012, Cabaye rompió una racha de cuarenta y siete partidos de la Premier League sin hacerlo. El 1 de julio de 2018, Cabaye fue liberado por el Crystal Palace tras la conclusión de su contrato.

## Selección nacional
Cabaye fue llamado a la selección absoluta por primera vez el 5 de agosto de 2010 por el entrenador Laurent Blanc para disputar el amistoso contra Noruega el 11 de agosto de 2010. Hizo su debut con la selección absoluta en el partido cuando entró de cambió por Yann M'Vila. Fue llamado de nuevo al equipo en septiembre para disputar los partidos de clasificación rumbo a la Eurocopa 2012 contra Bielorrusia y Bosnia y Herzegovina, sin embargo, se vio obligado a retirarse de la selección debido a una lesión.
El 9 de febrero de 2011, Cabaye disputó su segundo partido con la selección absoluta participando en la victoria del equipo por 1-0 sobre Brasil en un encuentro amistoso. Después de aparecer regularmente en la clasificación para la Eurocopa 2012, el 29 de mayo de 2012, Fue nuevamente convocado al equipo para participar en la competencia. Hizo su debut en un partido de Eurocopa el 11 de junio en el partido inaugural contra Inglaterra. Cabaye comenzó el partido, el cual terminó en un empate 1-1, y fue reemplazado por Hatem Ben Arfa en el minuto 84. En el siguiente partido del grupo contra Ucrania, anotó su primer gol con la selección convirtiendo así el segundo gol de Francia en la victoria por 2-0. El 19 de noviembre de 2013 fue parte de la selección de Francia que protagonizó una remontada notable en la segunda etapa de la repesca del Mundial ante Ucrania, perdiendo 2-0 en el partido de ida, finalmente Francia ganó el partido de vuelta en París por 3-0 para calificar para la Copa Mundial de 2014.
El 13 de mayo de 2014, el entrenador de la selección Didier Deschamps lo incluyó en la lista final de 23 jugadores que representarían a Francia en la Copa Mundial de 2014.

### Participaciones en Copas del Mundo
| Mundial           | Sede   | Resultado        | Partidos | Goles |
| ----------------- | ------ | ---------------- | -------- | ----- |
| Copa Mundial 2014 | Brasil | Cuartos de final | 4        | 0     |

### Participaciones en Eurocopas
| Copa          | Sede              | Resultado        | Partidos | Goles |
| ------------- | ----------------- | ---------------- | -------- | ----- |
| Eurocopa 2012 | Polonia y Ucrania | Cuartos de final | 3        | 1     |
| Eurocopa 2016 | Francia           | Subcampeón       | 2        | 0     |

## Clubes
| Club                      | País                   | Año       |
| ------------------------- | ---------------------- | --------- |
| Lille O. S. C.            | Francia                | 2004-2011 |
| Newcastle United F. C.    | Inglaterra             | 2011-2014 |
| París Saint-Germain F. C. | Francia                | 2014-2015 |
| Crystal Palace F. C.      | Inglaterra             | 2015-2018 |
| Al-Nasr S. C.             | Emiratos Árabes Unidos | 2018-2019 |
| A. S. Saint-Étienne       | Francia                | 2019-2020 |

### Estadísticas
Actualizado al último partido jugado el 8 de enero de 2018.
| Club                              | Temporada           | Div.                | Liga  | Liga  | Liga   | Copas nacionales * | Copas nacionales * | Copas nacionales * | Copas internacionales ** | Copas internacionales ** | Copas internacionales ** | Total | Total | Total  | Prom. · |
| Club                              | Temporada           | Div.                | Part. | Goles | Asist. | Part.              | Goles              | Asist.             | Part.                    | Goles                    | Asist.                   | Part. | Goles | Asist. | Prom. · |
| --------------------------------- | ------------------- | ------------------- | ----- | ----- | ------ | ------------------ | ------------------ | ------------------ | ------------------------ | ------------------------ | ------------------------ | ----- | ----- | ------ | ------- |
| Lille O. S. C. Francia            | 2004-05             | 1.ª                 | 6     | 0     | 0      | -                  | -                  | -                  | 4                        | 0                        | 0                        | 10    | 0     | 0      | 0,00    |
| Lille O. S. C. Francia            | 2005-06             | 1.ª                 | 26    | 1     | 2      | -                  | -                  | -                  | 4                        | 0                        | 0                        | 30    | 1     | 2      | 0,03    |
| Lille O. S. C. Francia            | 2006-07             | 1.ª                 | 22    | 3     | 1      | -                  | -                  | -                  | 8                        | 0                        | 0                        | 30    | 3     | 1      | 0,10    |
| Lille O. S. C. Francia            | 2007-08             | 1.ª                 | 36    | 7     | 3      | -                  | -                  | -                  | -                        | -                        | -                        | 36    | 7     | 3      | 0,19    |
| Lille O. S. C. Francia            | 2008-09             | 1.ª                 | 32    | 4     | 5      | 3                  | 1                  | 0                  | -                        | -                        | -                        | 35    | 5     | 5      | 0,14    |
| Lille O. S. C. Francia            | 2009-10             | 1.ª                 | 32    | 13    | 9      | 2                  | 0                  | 0                  | 12                       | 2                        | 2                        | 46    | 15    | 11     | 0,32    |
| Lille O. S. C. Francia            | 2010-11             | 1.ª                 | 36    | 2     | 9      | 6                  | 2                  | 0                  | 8                        | 1                        | 2                        | 50    | 5     | 11     | 0,10    |
| Lille O. S. C. Francia            | Total               | Total               | 190   | 30    | 29     | 11                 | 3                  | 0                  | 36                       | 3                        | 4                        | 237   | 36    | 33     | 0,15    |
| Newcastle United F. C. Inglaterra | 2011-12             | 1.ª                 | 34    | 4     | 8      | 4                  | 1                  | 1                  | -                        | -                        | -                        | 38    | 5     | 9      | 0,13    |
| Newcastle United F. C. Inglaterra | 2012-13             | 1.ª                 | 26    | 6     | 2      | -                  | -                  | -                  | 9                        | 0                        | 0                        | 35    | 6     | 2      | 0,17    |
| Newcastle United F. C. Inglaterra | 2013-14             | 1.ª                 | 19    | 7     | 3      | 1                  | 0                  | 0                  | -                        | -                        | -                        | 20    | 7     | 3      | 0,35    |
| Newcastle United F. C. Inglaterra | Total               | Total               | 79    | 17    | 13     | 5                  | 1                  | 1                  | 9                        | 0                        | 0                        | 93    | 18    | 14     | 0,19    |
| París Saint-Germain Francia       | 2013-14             | 1.ª                 | 15    | 0     | 2      | 2                  | 0                  | 0                  | 4                        | 1                        | 1                        | 21    | 1     | 3      | 0,05    |
| París Saint-Germain Francia       | 2014-15             | 1.ª                 | 24    | 1     | 1      | 7                  | 1                  | 0                  | 5                        | 0                        | 0                        | 36    | 2     | 1      | 0,05    |
| París Saint-Germain Francia       | Total               | Total               | 39    | 1     | 3      | 9                  | 1                  | 0                  | 9                        | 1                        | 1                        | 57    | 3     | 4      | 0,05    |
| Crystal Palace F. C. Inglaterra   | 2015-16             | 1.ª                 | 33    | 5     | 1      | 7                  | 1                  | 1                  | -                        | -                        | -                        | 40    | 6     | 2      | 0,15    |
| Crystal Palace F. C. Inglaterra   | 2016-17             | 1.ª                 | 32    | 4     | 3      | 3                  | 0                  | 0                  | -                        | -                        | -                        | 35    | 4     | 3      | 0,11    |
| Crystal Palace F. C. Inglaterra   | 2017-18             | 1.ª                 | 19    | 0     | 1      | 3                  | 0                  | 0                  | -                        | -                        | -                        | 22    | 0     | 1      | 0,00    |
| Crystal Palace F. C. Inglaterra   | Total               | Total               | 84    | 9     | 5      | 13                 | 1                  | 1                  | 0                        | 0                        | 0                        | 97    | 10    | 6      | 0,10    |
| Total en su carrera               | Total en su carrera | Total en su carrera | 392   | 57    | 50     | 38                 | 6                  | 2                  | 54                       | 4                        | 5                        | 484   | 67    | 57     | 0,13    |

- (*) Copa de Francia, Copa de la Liga de Francia, Supercopa de Francia y Copa de la Liga de Inglaterra
- (**) Copa Intertoto, Liga Europea de la UEFA, Liga de Campeones de la UEFA

## Palmarés

### Títulos nacionales
| Título               | Club                      | País    | Año  |
| -------------------- | ------------------------- | ------- | ---- |
| Copa de Francia      | Lille O. S. C.            | Francia | 2011 |
| Ligue 1              | Lille O. S. C.            | Francia | 2011 |
| Copa de la Liga      | París Saint-Germain F. C. | Francia | 2014 |
| Ligue 1              | París Saint-Germain F. C. | Francia | 2014 |
| Supercopa de Francia | París Saint-Germain F. C. | Francia | 2014 |
| Ligue 1              | París Saint-Germain F. C. | Francia | 2015 |

### Títulos internacionales
| Título         | Club (*)       | País              | Año  |
| -------------- | -------------- | ----------------- | ---- |
| Copa Intertoto | Lille O. S. C. | Francia           | 2004 |
| Europeo sub-19 | Francia sub-19 | Irlanda del Norte | 2005 |